# Lutte

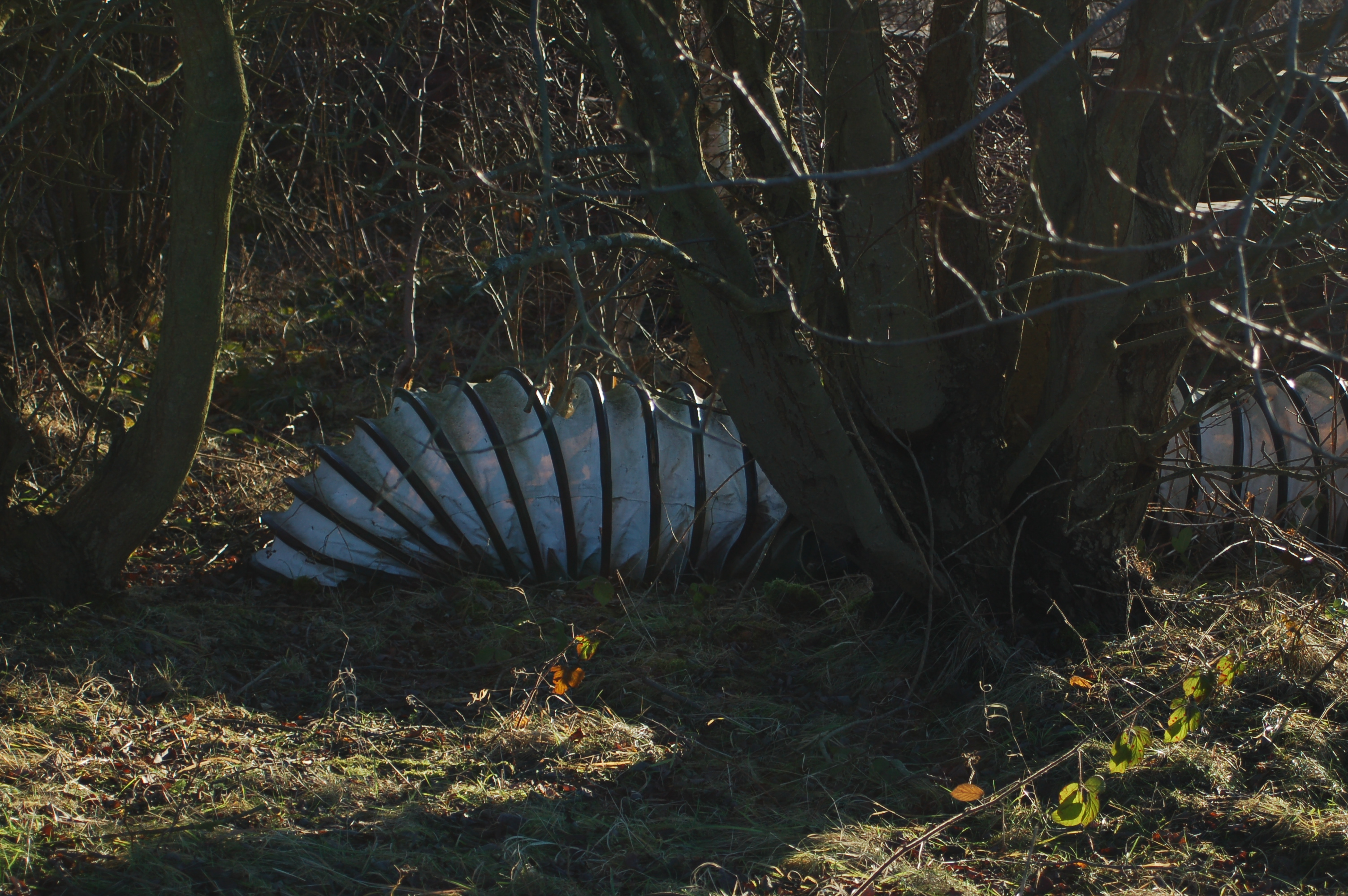
Lutte

Als Lutte, auch Lotte oder Wetterlutte, bezeichnet man im Bergbau eine luftdichte Röhre oder einen luftdichten Kasten, der zur Versorgung der Grubenbaue mit frischer Luft (Bewetterung) dient. Eine Sonderbauform der Lutte ist die Wirbellutte, die zur Wettervermischung eingesetzt wird.

## Verwendung

Schematische Darstellung einer Sonderbewetterung mit Lutte

Lutten wurden früher zur Weiterleitung der Frischwetter von den Wettermaschinen bis in die Grubenbaue genutzt. Dabei gingen diese Lutten durch den Schacht bis nach über Tage und dort bis über die Hängebank hinaus. In Grubenbauen, die nicht im Wetterstrom liegen (z. B. Streckvortrieb oder Tunnelbaustelle), ist eine Sonderbewetterung mit einer Lutte notwendig. Die Frischwetter werden mit einem Lüfter durch die Lutte zur Ortsbrust geblasen. Lutten werden aber auch zur Gasabsaugung, zur Staubbekämpfung, zur Klimatisierung und bei Aufwältigungsarbeiten nach Grubenbränden und Grubenunglücken eingesetzt.

## Typen und Materialien
Als Materialien für Lutten werden Holz, Blech oder Kunststoffe verwendet. Die Durchmesser der Lutten sind sehr unterschiedlich. Bis zur Mitte des 20. Jahrhunderts lagen die Luttendurchmesser, je nach Bedarf, zwischen 200 und 800 Millimeter. Durch die immer länger werdenden Strecken mit Sonderbewetterung ist es erforderlich, Lutten mit immer größerem Durchmesser zu verwenden. In der zweiten Hälfte des 20. Jahrhunderts lagen die Luttendurchmesser bei bis zu 1400 Millimeter. In Extremfällen werden heute Lutten mit einem Durchmesser von 2400 Millimeter eingesetzt. Diese Luttenstränge sind mehrere Kilometer lang.

### Holzlutten
Holzlutten werden aus Brettern oder aus gepressten Materialien hergestellt. Sie haben einen quadratischen Querschnitt mit einer lichten Weite von 0,15 bis 0,3 Meter. Bei Holzlutten aus Brettern werden zur Herstellung gehobelte Bretter verwendet. Die Lutten lassen sich unter Tage schnell aus zusammengenagelten Brettern herstellen. Die Fugen der Bretter werden verdichtet. Die Lutten werden so verlegt, dass sie fest liegen und keinen Erschütterungen ausgesetzt sind. Holzlutten werden entweder durch eine aus Brettstücken hergestellte Muffe oder durch Einschnäuzen verbunden. Bei dieser Art der Verbindung werden die Bretter der einen Seite angespitzt und die Bretter der anderen Seite von innen entsprechend verbreitert. Dadurch lassen sich die Lutten ineinander stecken. Holzlutten bieten dem Wetterstrom zu viel Reibung. Durch den eckigen Querschnitt bildet sich in den Ecken ein schädlicher Raum. Dadurch wird der Querschnitt der Lutte nicht optimal ausgenutzt. Ein weiterer Nachteil ist die geringe Haltbarkeit. Holzlutten verderben schnell und müssen sehr oft ausgewechselt werden. Für trockene Strecken gab es sogenannte Leichtlutten. Diese wurden aus Pappstoff hergestellt. Bei Beschädigungen konnten diese Lutten schnell durch aufgenagelte Lappen geflickt werden. Allerdings waren diese Leichtlutten nicht widerstandsfähig gegen Feuchtigkeit. Eine weitere Bauweise waren Holzlutten aus wetterfest verleimtem Buchensperrholz. Die Oberflächen dieser Lutten wurden unter Zuhilfenahme von Phenolharz blankgepresst. Die einzelnen Holzplatten haben eine Stärke von sieben Millimeter. An den Enden waren spezielle Verbinder aus Zinkblech angebracht. Dadurch wurden die Luttenverbindungen dichter und konnten nicht auseinanderrutschen. Diese Lutten hatten ein geringes Gewicht, waren korrosionsbeständig, widerstandsfähig gegen mechanische Beanspruchung und hatten einen geringen Druckverbrauch. Der Druckverbrauch dieser Lutten lag sogar unter dem von Blechlutten. Beschädigungen an den Holzplatten konnten mit aufgeklebten Sperrholzflicken repariert werden.

### Blechlutten
Blechlutten werden aus Eisen- oder Zinkblech hergestellt. Die Blechstärke beträgt bei engen Lutten bis 350 Millimeter zwischen einem und eineinhalb Millimeter. Für weite Lutten werden Blechstärken von bis zu zwei Millimetern verwendet. Lutten aus Eisenblech sind widerstandsfähiger als Lutten aus Zinkblech. In einigen Bergwerken wurden auch Lutten aus Gusseisen eingesetzt, jedoch wurde dieses aus Kostengründen wieder eingestellt. Die Lutten aus Eisenblech werden mit einem Schutzanstrich oder einem nichtrostenden Metallüberzug aus Zinn oder Kupfer versehen. Aufgrund der geringeren Reibung können Blechlutten mit einem kleineren Querschnitt versehen werden als Holzlutten. Um die Widerstandsfähigkeit zu erhöhen, werden insbesondere Lutten aus Zinkblech häufig aus Wellblech hergestellt. Allerdings haben diese Lutten dann wieder eine größere Reibung. Der Widerstand der Wellblechlutten ist drei bis viermal so hoch wie der Widerstand glatter Blechlutten. Blechlutten werden mit Muffenverbindungen, mit Bandverbindungen oder mit Flanschverbindungen verbunden. Bei der veralteten Muffenverbindung wird das Ende der einen Lutte schwach konisch geweitet und das Ende der anderen Lutte etwas zusammengezogen. Die Verbindungsstellen werden mit einer Kittmischung verschmiert und anschließend ineinander gesteckt. Allerdings sind diese Verbindungen nicht sehr dicht, sodass es zu erheblichen Wetterverlusten von 25 bis 40 Prozent kommt. Bei der Bandverbindung werden die zu verbindenden Enden mit einem Eisenblechband verbunden. Das Eisenblechband ist innen mit Segeltuch ausgefüttert. Das Eisenblechband wird durch Keile, Schrauben und Hebel verspannt. Durch die Bandverbindung werden die Wetterverluste deutlich gegenüber der Muffenverbindung reduziert, sie betragen etwa 15 Prozent. Die Flanschverbindung ist die dichteste und haltbarste Verbindung. Auch Blechlutten werden so verlegt, dass sie fest liegen und keinen Erschütterungen ausgesetzt sind. Werden Blechlutten aus Zink in eiserne Haspen aufgehängt, müssen an den Berührungsstellen Klötzchen aus Holz untergelegt werden, um Kontaktkorrosion zu vermeiden.

### Flexible Lutten
Flexible Lutten sind auf der ganzen Länge schwenkbar. Sie bestehen aus thermoplastischen Kunststoffen mit oder ohne Armierung. Es wurden auch teilweise Lutten aus Segeltuch verwendet, jedoch konnten sich diese Lutten im deutschen Bergbau nicht behaupten. Gründe dafür waren ihre Brennbarkeit und die Nichteignung für nasse Betriebspunkte. Außerdem müssen sie genäht und gesteppt werden, was zu Undichtigkeiten führte. Ein weiterer Nachteil ist, dass sie sich nur für die blasende Bewetterung verwenden lassen. Für Lutten aus Kunststoff werden PVC-Kunststofffolien aus PVC-Plastisol eingesetzt. Diese Lutten sind schwer entflammbar und werden antistatisch ausgerüstet. Sie bestehen aus Chemiefasergeweben, die beidseitig mit PVC-Plastisol beschichtet sind. Die Lutten sind dicht, verrottungs- und abriebfest und aufgrund ihrer Flexibilität unempfindlich gegen Einreißen und anderen Beschädigungen. Jeder Luttenstrang besteht aus bis zu 100 Meter langen Teilstücken. Zur Aufhängung befinden sich an den Lutten angewebte Aufhängelaschen. Die einzelnen Luttenteilstücke sind an den Enden mit Kuppelstücken ausgerüstet. Die Teilstücke werden über Luttenverbinder so miteinander verbunden, dass die Kuppelstücke dicht aufeinander gedrückt werden. Dadurch können keine Undichtigkeiten auftreten. Es gibt auch Lutten, die durch eine Spirale aus Draht offen gehalten werden. Diese Lutten werden als Spirallutten bezeichnet. Spirallutten können sowohl bei der blasenden als auch bei der saugenden Bewetterung eingesetzt werden.